# Rocco Giannone
Rocco Giannone (Anzio, 27 luglio 1983) è un allenatore di calcio ed ex calciatore italiano, di ruolo centrocampista, tecnico della Vis Sezze.

## Carriera
Inizia la propria carriera in Serie B nella stagione 2001-2002 con la maglia della Ternana ottenendo una sola presenza.
Nella stagione successiva viene ingaggiato dal Castel di Sangro in Serie C2, dove ottiene sempre una sola presenza.
Nella stagione 2003-2004 passa alla Lodigiani, dove colleziona 16 presenze e 4 goal.
Dal gennaio del 2004 passa al Giulianova, fino a fine stagione, ottenendo 11 presenze e 4 goal.
Dal 2004 al 2006, torna alla Ternana in Serie B, ottenendo 38 presenze e 5 goal.
Nel gennaio 2006, passa al Catanzaro e vi resta fino a fine stagione, collezionando 12 presenze.
Nella stagione successiva, ritorna alla Ternana, retrocessa in Serie C1.
Dal 2007 viene ingaggiato dalla Salernitana, e vi resta per 2 anni, arrivando a quota 16 presenze tra Serie B e Serie C1.
Nella stagione 2009-2010 viene ingaggiato dal Cassino in Serie C2, dove mette a segno 7 gol e 39 presenze.
Nella stagione successiva, milita in Serie D con la maglia dell'Anziolavinio.
Nel dicembre del 2011 passa al Sora, ottenendo 17 presenze.
Per la stagione 2012-2013 viene ingaggiato dal Città di Marino, ma viene ceduto nel dicembre del 2012 alla Viterbese dove ha terminato la stagione.
Nella stagione 2013-2014 viene ingaggiato dal Sora, a gennaio viene svincolato dalla medesima squadra e ritorna alla Viterbese fino a fine 2015.
Nell'estate 2015 si trasferisce al Fondi Calcio ritornando però a settembre alla Viterbese di Piero Camilli; termina infine la stagione 2015-2016 giocando nel Rieti.
Nella stagione 2016-2017 si accasa all'Albalonga in Serie D, per poi giocare, nella stagione successiva, con il Pomezia in Eccellenza Lazio. Al termine della stagione, rimane in Eccellenza Lazio, accasandosi al Lavinio Campoverde e trasferendosi al A.S.D. Vis Sezze la stagione successiva.

## Statistiche

### Presenze e reti nei club
Statistiche aggiornate al 13 gennaio 2016.
| Stagione            | Squadra             | Campionato          | Campionato | Campionato | Totale | Totale |
| Stagione            | Squadra             | Comp                | Pres       | Reti       | Pres   | Reti   |
| ------------------- | ------------------- | ------------------- | ---------- | ---------- | ------ | ------ |
| 2001-2002           | Ternana             | B                   | 1          | 0          | 1      | 0      |
| 2002-2003           | Castel di Sangro    | C2                  | 1          | 0          | 1      | 0      |
| 2003-gen. 2004      | Lodigiani           | C2                  | 16         | 4          | 16     | 4      |
| gen.-giu. 2004      | Giulianova          | C1                  | 11         | 4          | 11     | 4      |
| 2004-2005           | Ternana             | B                   | 26         | 3          | 26     | 3      |
| 2005-gen. 2006      | Ternana             | B                   | 12         | 2          | 12     | 2      |
| Totale Ternana      | Totale Ternana      | Totale Ternana      | 38         | 1          | 38+    | 1+     |
| gen.-giu. 2006      | Catanzaro           | B                   | 12         | 0          | 12     | 0      |
| 2006-2007           | Ternana             | C1                  | 0          | 0          | 0      | 0      |
| 2007-2008           | Salernitana         | C1                  | 11         | 0          | 11     | 0      |
| 2008-gen. 2009      | Salernitana         | B                   | 5          | 0          | 5      | 0      |
| Totale Salernitana  | Totale Salernitana  | Totale Salernitana  | 16         | 0          | 16+    | 0+     |
| gen.-giu. 2009      | Cassino             | SD                  | 12         | 1          | 12     | 1      |
| 2009-2010           | Cassino             | SD                  | 27         | 6          | 27     | 6      |
| Totale Cassino      | Totale Cassino      | Totale Cassino      | 39         | 7          | 39+    | 7+     |
| nov. 2010-2011      | Anziolavinio        | D                   | 22         | 4          | 22     | 4      |
| 2011-2012           | Anziolavinio        | D                   | 9          | 1          | 9      | 1      |
| Totale Anziolavinio | Totale Anziolavinio | Totale Anziolavinio | 31         | 5          | 31+    | 5+     |
| dic. 2011-2012      | Sora                | D                   | 17         | 0          | 17     | 0      |
| set.-dic. 2012      | Città di Marino     | D                   | 6          | 0          | 6      | 0      |
| dic. 2012-2013      | Viterbese           | D                   | 15         | 1          | 15     | 1      |
| set.-dic. 2013      | Sora                | D                   | 16         | 1          | 16     | 1      |
| dic. 2013-2014      | Viterbese           | Ecc. Laz.           | 6          | 1          | 6      | 1      |
| 2014-2015           | Viterbese           | D                   | 0          | 0          | 0      | 0      |
| 2015                | Fondi               | D                   | 1          | 0          | 1      | 0      |
| 2015                | Viterbese           | D                   | 9          | 4          | 9      | 4      |
| Totale Viterbese    | Totale Viterbese    | Totale Viterbese    | 26         | 7          | 26     | 7      |
| 2015-2016           | Rieti               | D                   | 14         | 2          | 14     | 2      |
| Totale carriera     | Totale carriera     | Totale carriera     | 229        | 30         | 229+   | 30+    |

## Palmarès

### Club

#### Competizioni nazionali
- Campionato italiano Serie C: 1

Salernitana: 2007-2008

#### Competizioni regionali
- Eccellenza: 1

Viterbese: 2013-2014